# Walenty Stefański
Walenty Maciej Stefański (ur. 12 lutego 1813 w Śródce k. Poznania, zm. 30 czerwca 1877 w Pelplinie) – członek Komitetu Narodowego Polskiego w Poznaniu w 1848 roku,  księgarz, drukarz, działacz polityczny, jeden z organizatorów Ligi Polskiej.

## Działalność polityczna w Wielkopolsce
Był synem rybaka. Kształcił się początkowo u księży reformatów w Śródce, następnie praktykował w drukarni E. Deckera w Poznaniu i uzupełniał wykształcenie samodzielnie. W 1831 wziął udział w powstaniu listopadowym, otrzymując nawet odznaczenie wojskowe za dzielność. Władze pruskie ukarały go więzieniem i konfiskatą majątku, jednak jako nieletni został amnestionowany i skierowany do służby wojskowej w Nadrenii. Po odbyciu służby powrócił do pracy w poznańskiej drukarni Deckera.
W 1838 rozpoczął samodzielną działalność na rynku księgarskim. Otworzył w Poznaniu księgarnię, a w 1840 także drukarnię. Przez krótki czas wydawał pismo gospodarczo-społeczne "Postęp" (1842), rychło zamknięte przez cenzurę, w latach 1845-46 redagował i wydawał pismo miesięczne "Obrona prawdy" o tematyce religijnej i literackiej. Działał w Związku Plebejuszy, przygotowującym w porozumieniu z innymi zaborami zbrojne powstanie. W 1845 założył kasyno rzemieślnicze w Poznaniu ("Gospoda Miejska"). Wkrótce został aresztowany, ale bez konsekwencji karnych. Po zwolnieniu (z braku dowodów) powrócił do działalności konspiracyjnej i brał udział w przygotowaniach wydarzeń Wiosny Ludów w Wielkopolsce.
Jeden z organizatorów Ligi Polskiej, w latach 1848–1850 redagował (wspólnie z ks. Aleksym Prusinowskim) ludowe pismo "Wielkopolanin"; wydawał także inne pisma, m.in. "Krzyż a Miecz". Był wydawcą syntezy dziejów Słowiańszczyzny, Słowiańskie starożytności (czes. Slovanské starožitnosti) autorstwa Pawła Józefa Szafarzyka, w przekładzie Hieronima Napoleona Bońkowskiego.
W 1851 władze zamknęły jego drukarnię. Zajął się wówczas bez większego powodzenia handlem, co zmusiło go do częstych zmian miejsca pobytu.

## Działalność polityczna na Pomorzu
Przeniósł się na Pomorze, wreszcie w 1864 osiadł na stałe w Pelplinie; brał nadal udział w działalności narodowej, w latach 1863–1864 był więziony w Świnoujściu. W Pelplinie założył Towarzystwo Rolnicze oraz kasę pożyczkową. W ostatnich latach ograniczył działalność społeczną.
Z małżeństwa z Pauliną Stefańską (kuzynką) miał pięcioro dzieci, syna i cztery córki.
Zmarł w 1877 i został pochowany w Pelplinie.

## W kulturze
Jest jednym z bohaterów polskiego serialu historycznego Najdłuższa wojna nowoczesnej Europy w reżyserii Jerzego Sztwiertni. Odtwórcą jego roli był Wiesław Rudzki.